# فمی بنوسی

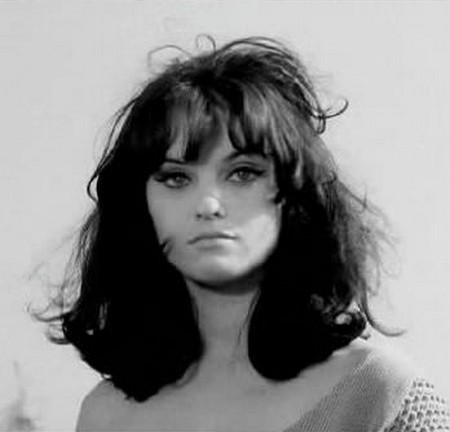
بنوسی در صحنه‌ای از فیلم پرنده‌های بزرگ و پرنده‌های کوچک (۱۹۶۶)

اِئوفمیا «فمی» بنوسی (ایتالیایی: Eufemia "Femi" Benussi؛ زادهٔ ۴ مارس ۱۹۴۵) یک بازیگر اهل یوگسلاوی و ایتالیا است. او مابین سال‌های ۱۹۶۵ تا ۱۹۸۳ در ۸۲ فیلم نقش‌آفرینی نمود.
بنوسی در رووینی که در آن روزگار جزئی از جمهوری سوسیال ایتالیا بود (و امروزه در خاک کرواسی است) به دنیا آمد. او نخستین بار در تئاتر دل پوپولو در ریْ‌یِکا روی صحنه رفت، سپس به رم نقل مکان کرد و نخستین نقش سینمایی خود را در سن ۱۹ سالگی در فیلم جلاد سرخ‌پوش و با نام هنری فمی مارتین ایفا کرد. بنوسی عمدتاً در فیلم‌های کمدی جنسی بازی می‌کرد و در دهه هفتاد به ستاره فیلم‌های کمدی سکسی سبک ایتالیایی تبدیل شد.

## گزیدهٔ نقش‌آفرینی‌ها
- تن‌های برهنه (۱۹۸۳)
- امانوئل در ییلاق (۱۹۸۲)
- عادت بد (۱۹۸۰)
- سوپرسکسی‌مارکت (۱۹۷۹)
- خواهرزاده نازنین عزیز (۱۹۷۷)
- عجب دکتری بچه‌ها! (۱۹۷۶)
- امور خانوادگی (۱۹۷۶)
- کارکنان خیابانی (۱۹۷۶)
- کلاس مختلط (۱۹۷۶)
- اعترافات یک زن خانه‌دار ناکام (۱۹۷۶)
- خانم معلم زبان (۱۹۷۶)
- یک گاو نر شهوتی (۱۹۷۶)
- دختر روستایی زیبا (۱۹۷۶)
- دوشیزه‌ای در خانواده (۱۹۷۵)
- قاتل باید دوباره بکشد (۱۹۷۵)
- خاله‌های دل‌انگیز (۱۹۷۵)
- تازه‌کار (۱۹۷۵)
- کلاس خصوصی (۱۹۷۵)
- مجلس‌گردان خون‌آشام است (۱۹۷۵)
- برهنه برای قاتل (۱۹۷۵)
- هفت بی‌غیرت ارجمند (۱۹۷۴)
- مرد هوسران (۱۹۷۴)
- آنجا که خورشید نمی‌تابد (۱۹۷۴)
- مرد خانواده (۱۹۷۴)
- قاتلان ویژه (۱۹۷۳)
- سبزه، خوش‌هیکل، به‌دنبال مردی پولدار (۱۹۷۳)
- وقتی عشق شهوت است (۱۹۷۳)
- کُنتس از خنده مُرد (۱۹۷۳)
- خوشی من، خوشی توست (۱۹۷۳)
- کانتربری ممنوعه (۱۹۷۲)
- دکامرون شماره ۳ – زیباترین زنان بوکاچو (۱۹۷۲)
- شب‌های گرم دکامرون (۱۹۷۲)
- ارتباط ایتالیایی (۱۹۷۲)
- بازی‌های ممنوعه پیترو آرتینو (۱۹۷۲)
- سرانجام… هزار و یک شب (۱۹۷۲)
- بسیار لذت‌بخش، کاملاً مرده (۱۹۷۲)
- مرد سال (۱۹۷۱)
- تیشه‌ای برای ماه عسل (۱۹۷۰)
- تارزانا، دختر وحشی (۱۹۶۹)
- ارثیه مرگبار (۱۹۶۹)
- مرگ دوبار در می‌زند (۱۹۶۹)
- شب‌های پرحرارت پوپیا (۱۹۶۹)
- ساموآ، ملکه جنگل (۱۹۶۸)
- خانم صاحبخانه هم روابط عاشقانه دارد (۱۹۶۸)
- بزرگ‌ترین شیادان عالم (۱۹۶۸)
- مرثیه‌ای برای یک بیگانه (۱۹۶۸)
- شکوه جوانمردی (۱۳۴۶)
- جایی در جهنم به تو خواهم داد (۱۹۶۷)
- قاتل مادرزاد (۱۹۶۷)
- دوشیزه‌ای برای شاهزاده (۱۹۶۶)
- پرنده‌های بزرگ و پرنده‌های کوچک (۱۹۶۶)
- هنگامه کرکس‌ها (۱۹۶۷)
- مرگ در لاردو پرسه می‌زند (۱۹۶۷)
- با صدای لوپارا (۱۹۶۷)
- رتلر کید (۱۹۶۷)
- گودال خونین وحشت (۱۹۶۵)